# Alekseïevskaïa (métro de Moscou)
Alekseïevskaïa (en russe : Алексе́евская et en anglais : Alekseyevskaya) est une station de la ligne Kaloujsko-Rijskaïa (ligne 6 orange) du métro de Moscou, située sur le territoire du raïon Sviblovo dans le district administratif nord-est de Moscou.
Elle est dénommée Mir (Мир) lors de sa mise en service en 1958, puis elle est renommée Chtcherbakovskaïa (Щербаковская) en 1966, et finalement prend son nom actuel en 1990.
La station est ouverte tous les jours aux heures de circulation du métro. Elle est desservie par des autobus.

## Situation sur le réseau
Établie en souterrain, à 51 mètres sous le niveau du sol, la station Alekseïevskaïa est située au point 053+65 de la ligne Kaloujsko-Rijskaïa (ligne 6 orange), entre les stations VDNKh (en direction de Medvedkovo), et Rijskaïa (en direction de Novoïassenevskaïa).

## Histoire
La station Mir (Мир) est mise en service le 1er mai 1958, lors de l'ouverture à l'exploitation de la première section, longue de 4,5 kilomètres, entre les stations Prospekt Mira et VDNKh'. La station est dénommée en rappel du jardin botanique situé à proximité.
Elle est renommée Chtcherbakovskaïa (Щербаковская) le 20 juin 1966, puis prend son nom actuel, Alekseïevskaïa, le 11 mai 1990.